# Dominikanska republiken i olympiska sommarspelen 1968
Dominikanska republiken deltog i de olympiska sommarspelen 1968 med en trupp bestående av 18 deltagare, men ingen av landets deltagare erövrade någon medalj.